# John Handy
John Richard Handy III (* 3. Februar 1933 in Dallas, Texas) ist ein US-amerikanischer Jazzmusiker (Holzbläser, Pianist, Komponist, Jazzpädagoge).
Handy begann 1949 am Altsaxophon und studierte am College Musiktheorie. Er spielte u. a. mit Gerald Wilson, Teddy Edwards und Frank Morgan; seine erste Platte nahm er 1953 mit Lowell Pulson auf. 1958 zog er nach New York City, wo er zwischen 1958 und 1959 bei Charles Mingus arbeitete. 1959 gründete er eine erste Gruppe, mit der er 1961 durch Europa tourte. Anschließend war er in Schweden und Dänemark als Solist tätig. 1963 arbeitete er an der Westküste als Solist im Bereich der klassischen Musik (Santa Clara Symphony Orchestra und der San Francisco State College Band). 1964 spielte er mit Mingus auf dem Monterey Jazz Festival, auf dem er im nächsten Jahr mit seinem Quintett einen bemerkenswerten Erfolg feiern konnte. Die Aufnahme dieses Konzerts (mit Michael White, Jerry Hahn, Don Thompson und Terry Clarke) führte zu Grammy-Nominierungen für beide Kompositionen (Spanish Lady, If Only We Knew). Zwischen 1966 und 1967 tourte er mit den Monterey All Stars durch die USA und spielte in Gunther Schullers Oper The Visitation. 1968 gründete er ein neues Quartett mit Mike Nock, White und Ron McClure.
Nach dem Abschluss eines Musikstudiums an der San Francisco State University hat Handy seit 1968 als Musikpädagoge gearbeitet und u. a. an der Stanford University, der University of California, Berkeley und der San Francisco State University gelehrt. Sein Concerto For Jazz Solist and Orchestra (1970) wurde mit dem San Francisco Symphony Orchestra aufgeführt. 1976 landete er mit Hard Work einen Pophit und spielte mit Lee Ritenour Fusionmusik ein. Im Zuge intensiver Beschäftigung mit indischer Musik trat Handy mit dem Sarodspieler Ali Akbar Khan in der Gruppe Rainbow auf. Diese veröffentlichte die Alben Karuna Supreme (1975, mit Zakir Hussain) und Rainbow (1980, mit L. Subramaniam). Seit Mitte der 1980er wirkte Handy dann beim Music Ensemble of Benares und Bebop & Beyond mit.
Ebenfalls Mitte der 1980er ging er mit der Mingus Dynasty auf Tournee. Sein Sohn ist der Saxophonist Craig Handy.
Am 28. August 1999 feierte die Stadt Los Angeles ihren Mitbürger mit einem „John-Handy-Tag“.